# Delphia
 (décembre 2012).
Si vous disposez d'ouvrages ou d'articles de référence ou si vous connaissez des sites web de qualité traitant du thème abordé ici, merci de compléter l'article en donnant les références utiles à sa vérifiabilité et en les liant à la section « Notes et références ».

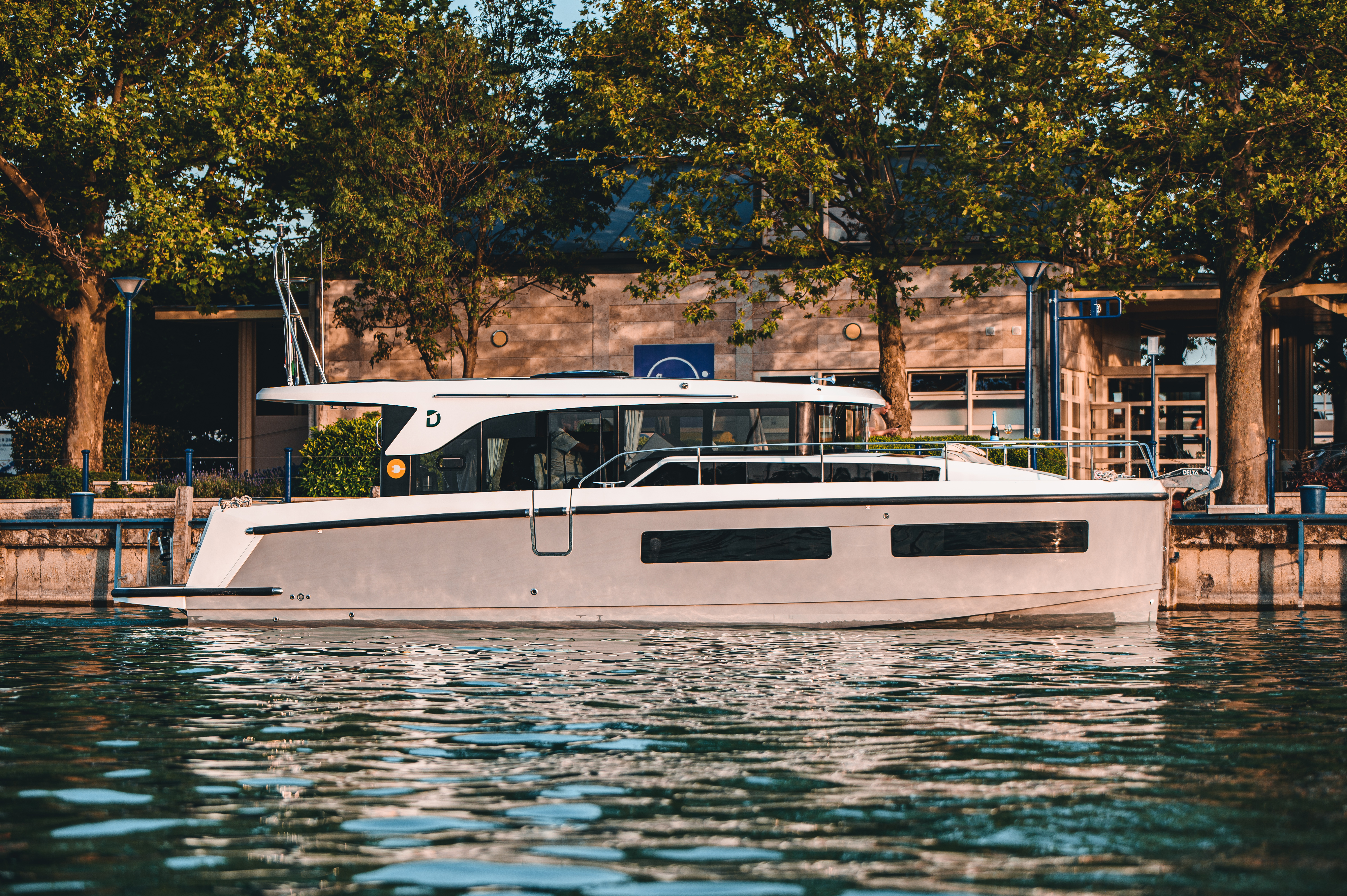
Delphia 11 Sedan

Delphia yachts est un chantier naval polonais créé en 1990 à Olecko qui produit des bateaux de plaisance. Delphia appartient au Groupe Bénéteau depuis 2018 et propose des bateaux à propulsion thermique et électrique.
L'entreprise a été rachetée par Bénéteau en 2018.